# КВ-2

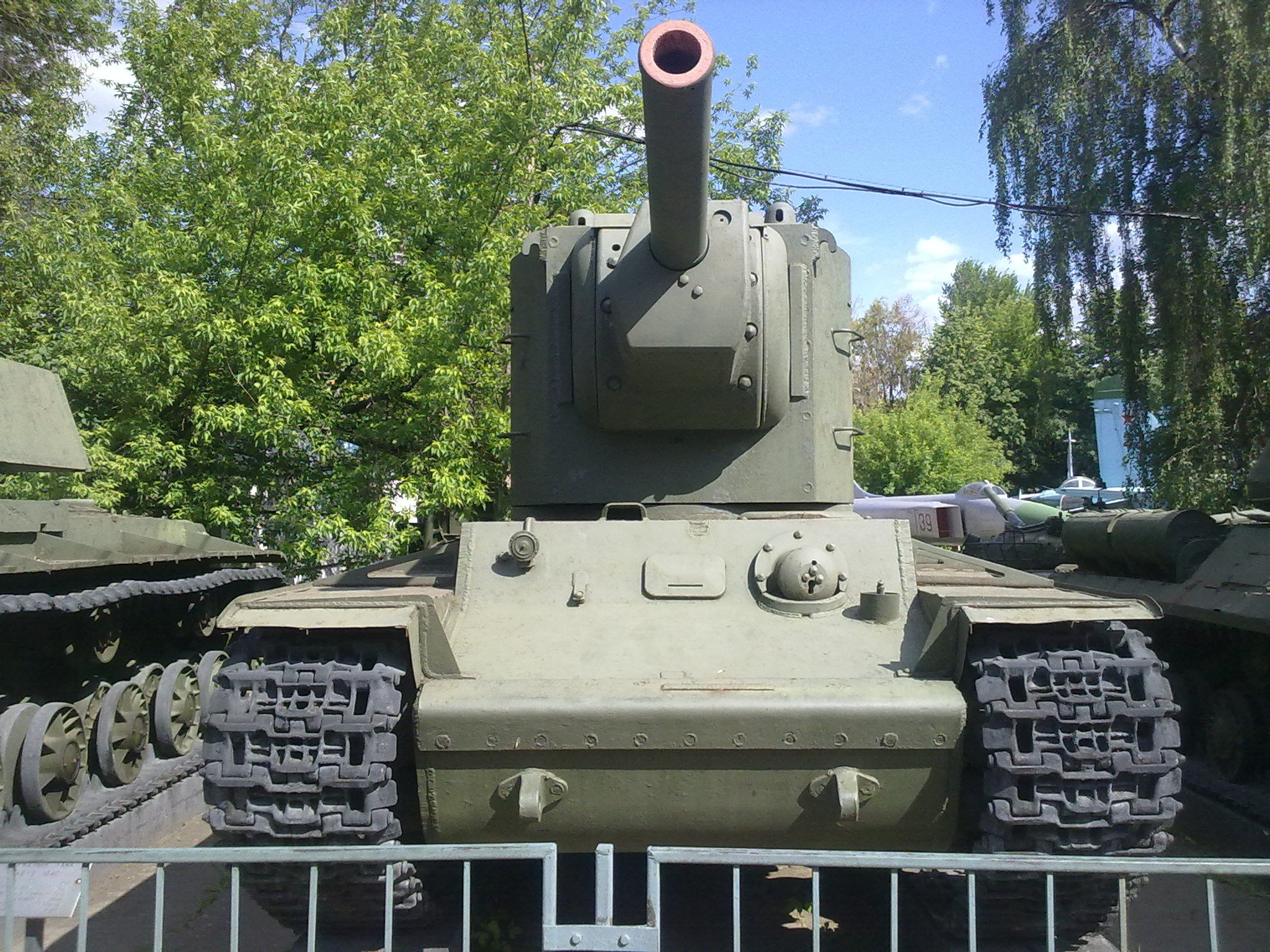
КВ-2 в Центральном музее Вооружённых Сил.

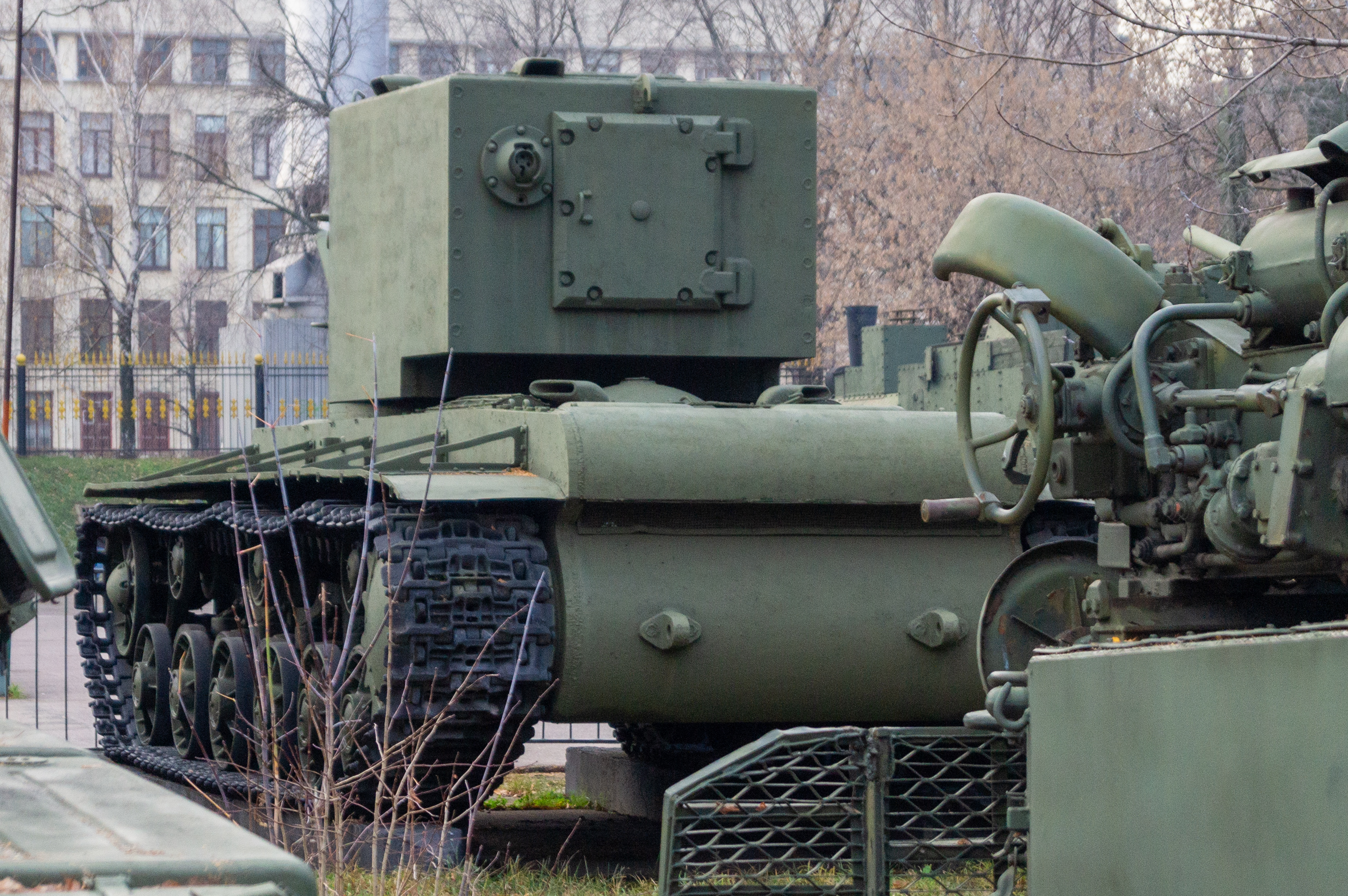
КВ-2 в Центральном музее Вооружённых Сил, вид с кормы.

КВ-2 — советский тяжёлый штурмовой танк автобронетанковых войск РККА ВС Союза ССР, начального периода Великой Отечественной войны.
Аббревиатура КВ означает «Клим Ворошилов» — официальное название серийных советских тяжёлых танков выпуска 1939—1943 годов, названных в честь героя Гражданской войны в России, военного и политического деятеля Ворошилова Климента Ефремовича. Первоначально именовался «КВ с большой башней». Эта боевая машина была разработана конструкторским бюро Ленинградского Кировского завода (ЛКЗ) в январе 1940 года в связи с острой необходимостью Рабоче-крестьянской Красной армии (РККА) в хорошо защищённом танке с мощным вооружением для борьбы с фортификациями линии Маннергейма во время советско-финской войны 1939—1940 гг.

## Конструкция
Броневой корпус основного танка сваривался из катаных броневых плит толщиной 75, 40, 30 и 20 мм. Броневая защита равнопрочная (бронеплиты с толщиной, отличной от 75 мм, использовались только для горизонтального бронирования машины), противоснарядная. Броневые плиты лобовой части машины устанавливались под рациональными углами наклона. При этом первые 24 танка КВ-2 отличались от остальных машин формой башни и конфигурацией маски орудия.  Более поздняя «пониженная» башня имела меньшую массу, что позволило хоть немного облегчить и без того перегруженное шасси. Внешне эти два типа башен легко различимы по их лобовой оконечности: установка МТ-1 имеет наклонные скуловые бронеплиты, а «пониженный» вариант — вертикальные. Оба варианта башен сваривались из катаных бронеплит, их толщина брони равнялась 75 мм. «Пониженная» модификация башни рядом со своей кормовой дверцей имела шаровую установку пулемёта ДТ. Башня устанавливалась на погон диаметром 900 мм в броневой крыше боевого отделения и фиксировалась захватами во избежание сваливания при сильном крене или опрокидывании танка. Угломерный круг башни размечался в тысячных для стрельбы с закрытых позиций.
Механик-водитель располагался по центру в передней части бронекорпуса танка, слева от него находилось рабочее место стрелка-радиста. Четыре члена экипажа располагались в башне: слева от орудия были места наводчика и заряжающего, а справа — командира танка и помощника заряжающего. Посадка и выход экипажа производились через кормовую дверцу башни и два круглых люка: один в башне на месте командира и один в корпусе на месте стрелка-радиста. Корпус также имел днищевой люк для аварийного покидания экипажем танка и ряд люков, лючков и технологических отверстий для погрузки боекомплекта, доступа к горловинам топливных баков, другим узлам и агрегатам машины.

### Двигатель
КВ-2 оснащался четырёхтактным V-образным 12-цилиндровым дизельным двигателем В-2К мощностью 500 л. с. (382 кВт) при 1800 об/мин, впоследствии мощность двигателя довели до 600 л. с. (441 кВт). Пуск двигателя обеспечивался стартером СТ-700 мощностью 15 л. с. (11 кВт) или сжатым воздухом из двух резервуаров ёмкостью 5 л в боевом отделении машины. КВ-2 имел плотную компоновку, при которой основные топливные баки объёмом 600—615 л располагались и в боевом, и в моторно-трансмиссионном отделении.

### Трансмиссия
Танк КВ-2 оснащался механической трансмиссией, в состав которой входили:
- многодисковый главный фрикцион сухого трения «стали по феродо»;
- пятиступенчатая коробка передач тракторного типа;
- два многодисковых бортовых фрикциона с трением «сталь по стали»;
- два бортовых планетарных редуктора.
- ленточные плавающие тормоза

Все приводы управления трансмиссией — механические. При эксплуатации в войсках наибольшее число нареканий и рекламаций в адрес завода-изготовителя вызывали именно дефекты и крайне ненадёжная работа трансмиссионной группы, особенно у перегруженных танков КВ выпуска военного времени. Практически все авторитетные печатные источники признают одним из самым существенных недостатков танков серии КВ и машин на его базе низкую общую надёжность трансмиссии в целом.

### Ходовая часть
Подвеска машины — индивидуальная торсионная с внутренней амортизацией для каждого из 6 двускатных опорных катков малого диаметра по каждому борту. Напротив каждого опорного катка к бронекорпусу приваривались ограничители хода балансиров подвески. Ведущие колёса со съёмными зубчатыми венцами цевочного зацепления располагались сзади, а ленивцы — спереди. Верхняя ветвь гусеницы поддерживалась тремя малыми обрезиненными поддерживающими катками по каждому борту. Механизм натяжения гусеницы — винтовой; каждая гусеница состояла из 86—90 одно гребневых траков шириной 700 мм и шагом 160 мм.

### Электрооборудование
Электропроводка в танке КВ-2 была однопроводной, вторым проводом служил бронекорпус машины. Исключение составляла цепь аварийного освещения, которая была двухпроводной. Источниками электроэнергии (рабочее напряжение 24 В) были генератор ГТ-4563А с реле-регулятором РРА-24 мощностью 1 кВт и четыре последовательно соединённые аккумуляторные батареи марки 6-СТЭ-128. Потребители электроэнергии включали в себя:
- электромотор поворота башни;
- наружное и внутреннее освещение машины, приборы подсветки прицелов и шкал измерительных приборов;
- наружный звуковой сигнал и цепь сигнализации от десанта к экипажу машины;
- контрольно-измерительные приборы (амперметр и вольтметр);
- средства связи — радиостанция и танковое переговорное устройство;
- электрика моторной группы — стартер СТ-700, пусковое реле РС-371 или РС-400 и т. д.

### Средства наблюдения и прицелы
Общая обзорность танка КВ-2 ещё в 1940 году оценивалась в докладной записке Л. Мехлису от военинженера Каливоды как неудовлетворительная, однако для своего времени была довольно совершенной. Командир машины имел в своем распоряжении панорамный прицельно-наблюдательный комплекс ПТ-К (увеличение 2,5х, угол поля зрения 26 градусов), головка которого могла вращаться в секторе 360 градусов, без изменения положения выходных окуляров. Механик-водитель в бою вёл наблюдение либо через смотровой прибор с триплексом, который защищался броневой заслонкой. Этот смотровой прибор устанавливался в бронированном люке-пробке на лобовой бронеплите по продольной осевой линии машины. В спокойной обстановке этот люк-пробка мог быть выдвинут вперёд, обеспечивая механику-водителю более удобный непосредственный обзор с его рабочего места. В боевой обстановке механик-водитель вел наблюдение через один (на некоторых версиях два) перископический призматический прибор наблюдения.
Для ведения огня КВ-2 оснащался двумя орудийными прицелами — основным телескопическим ТОД-9 (увеличение 2,5х, угол поля зрения 15 градусов) для стрельбы прямой наводкой и вспомогательным перископическим ПТ-9 (увеличение 2,5х, угол поля зрения 26 градусов). Для стрельбы с закрытых позиций в танке имелся боковой уровень. Головки перископического прицела и командирского прицельно-наблюдательного комплекса защищались специальными броневыми колпаками. Для обеспечения возможности огня в тёмное время суток шкалы прицелов и командирской панорамы имели приборы подсветки. Курсовой и кормовой пулемёты ДТ могли комплектоваться прицелом ПУ с увеличением 3х.

### Средства связи
Средства связи включали в себя коротковолновую радиостанцию 71-ТК-3 и внутреннее переговорное устройство ТПУ-4-Бис на 4 абонента. Радиостанциями оснащались все выпущенные танки КВ-2.
Танковое переговорное устройство ТПУ-4-Бис позволяло вести переговоры между членами экипажа танка даже в сильно зашумленной обстановке и подключать шлемофонную гарнитуру (головные телефоны и ларингофоны) к радиостанции для внешней связи.

## Вооружение
На танке КВ-2 устанавливалась 152-мм танковая гаубица образца 1938/40 гг. (М-10Т) — танковый вариант полевой гаубицы образца 1938 года (М-10). Гаубица М-10Т монтировалась на цапфах в башне и была полностью уравновешена, однако башня с орудием М-10Т уравновешенной не являлась: её центр масс не располагался на геометрической оси вращения. Как результат, штатный электромотор привода поворота башни даже при небольшом крене машины не справлялся со своей задачей. Гаубица М-10Т имела вертикальные углы наводки от −3 до +18°, при фиксированном положении башни она могла наводиться в небольшом секторе горизонтальной наводки (т. н. «ювелирная» наводка). Выстрел производился посредством ручного механического спуска.
Боекомплект орудия составлял 36 выстрелов раздельного заряжания. Выстрелы (снаряды и метательные заряды в гильзах) укладывались в башне и вдоль обоих бортов боевого отделения. Так как машина никогда не планировалась на роль истребителя танков, а исключительно для огневой поддержки, то, по сравнению с широким ассортиментом боеприпасов 152-мм гаубицы М-10, штатный боекомплект КВ-2 был ограничен только одним видом боеприпасов:
- осколочно-фугасная стальная гаубичная граната ОФ-530 массой 40 кг (масса взрывчатого вещества — тротил или аммотол — от 5,47 до 6,86 кг) и специальным зарядом, получаемым из штатного заряда Ж-536 буксируемой гаубицы М-10 удалением нескольких равновесных пучков пороха.

Однако на практике в обстановке хаоса лета 1941 года из-за отчаянного положения с обеспеченностью КВ-2 положенными по штату боеприпасами применялись любые виды 152-мм гаубичных снарядов, подходящих к гаубице М-10, которые только удавалось найти (в некоторых военных округах комплектность была на уровне 10 %, в других штатных боеприпасов для КВ-2 не было вовсе). То есть могли использоваться как бетонобойные снаряды Г-530, так и осколочные гаубичные гранаты сталистого чугуна О-530А, зажигательные снаряды, старые фугасные гранаты, шрапнель. Стрельба на полном заряде категорически запрещалась, так как из-за большой отдачи и отката могло заклинить башню, от сотрясения могли пострадать узлы и агрегаты моторно-трансмиссионной группы. По последней причине стрельба дозволялась только с места, что ещё больше повышало уязвимость танка в бою. Бронепробиваемость снарядов танковой гаубицы М-10Т в доступных источниках не приводится, однако на практике ей было по силам пробить броню любого бронеобъекта вермахта в 1941 и начале 1942 года. Бронепробиваемость морского полубронебойного снаряда обр. 1915/28 гг. составляла 72 мм стали с расстояния 1500 метров под углом 60 градусов. Впрочем, прямое попадание 40-кг осколочно-фугасного снаряда ОФ-530 в танк противника гарантированно выводило его из строя.
На первых 24 танках пулеметное вооружение отсутствовало. На новой модификации танка КВ-2 устанавливались уже три 7,62-мм пулемёта ДТ: спаренный с орудием, а также курсовой и кормовой в шаровых установках. Боекомплект ко всем ДТ составлял 3087 патронов. Эти пулемёты монтировались таким образом, что при необходимости их можно было снять с монтировок и использовать вне танка. Также для самообороны экипаж имел несколько ручных гранат Ф-1 и иногда снабжался пистолетом для стрельбы сигнальными ракетами (ОСП-30).
В начальном периоде войны КВ-2 легко уничтожал любой танк противника, и почти всегда безнаказанно, так как его броню не пробивали снаряды ни танковых орудий, ни штатной противотанковой артиллерии. Эффективно бороться с КВ-2 могли только изначально не предназначавшиеся для этих целей зенитные орудия Flak 18/36/37 калибром 88-мм.
За время войны советское командование также предпринимало попытку вооружить КВ-2 оружием ЗИС-6 107 мм, правда, проект не пошёл дальше опытного образца.

## Производство
В феврале 1940 года КВ-2 был официально принят на вооружение РККА и серийно выпускался на ЛКЗ до июля 1941 года. Причиной снятия с производства послужила начавшаяся Великая Отечественная война. Всего ЛКЗ построил 204 танка КВ-2, которые активно применялись в боевых действиях 1941 года и тогда же были практически все потеряны.
| Производство КВ-2 | Производство КВ-2 | Производство КВ-2 | Производство КВ-2 | Производство КВ-2 | Производство КВ-2 | Производство КВ-2 | Производство КВ-2 | Производство КВ-2 | Производство КВ-2 | Производство КВ-2 | Производство КВ-2 | Производство КВ-2 | Производство КВ-2 |
| ----------------- | ----------------- | ----------------- | ----------------- | ----------------- | ----------------- | ----------------- | ----------------- | ----------------- | ----------------- | ----------------- | ----------------- | ----------------- | ----------------- |
|                   | Январь            | Февраль           | Март              | Апрель            | Май               | Июнь              | Июль              | Август            | Сентябрь          | Октябрь           | Ноябрь            | Декабрь           | Всего             |
| 1940              |                   | 3                 | 1                 |                   |                   |                   | 10                | 10                |                   |                   | 25                | 55                | 104               |
| 1941              |                   |                   |                   |                   | 60                | 40                |                   |                   |                   |                   |                   |                   | 100               |
| Итого             | Итого             | Итого             | Итого             | Итого             | Итого             | Итого             | Итого             | Итого             | Итого             | Итого             | Итого             | Итого             | 204               |

## Поступление в войска

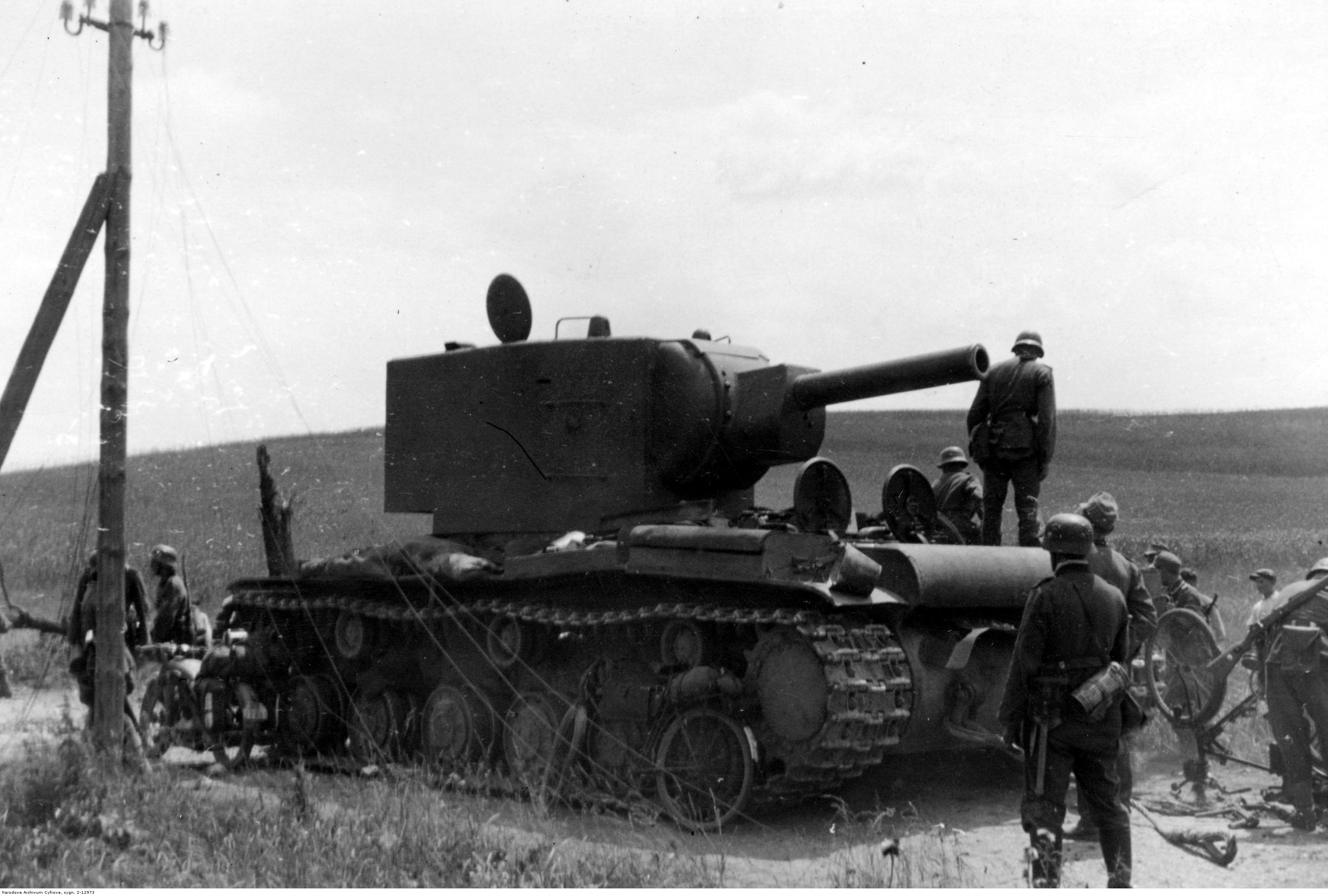
Немецкие пехотинцы осматривают захваченный КВ-2, июнь 1941 года

К 22 июня 1941 года в войсках находилось 128 КВ-2 и 4 танка были в ВУЗ. 30 готовых машин стояли на заводе в ожидании отправки в войска. Еще одна машина была передана заводу № 92 для испытаний 107-мм пушки ЗИС-6 (Ф-42). 3 танка находились на модернизации на ЛКЗ. В пути в 29-ю танковую дивизию находился эшелон с 20 танками, судьба которых до сих пор полностью не определена. Эшелон был оставлен в районе Лиды. Так, 8 танков использовались 24-й стрелковой дивизией, не менее 4 машин были разгружены ночью 22 июня частями 29-й ТД, но до места расквартирования дивизии не добрались. Платформы с двумя танками, поврежденными в ходе авианалета, были отцеплены от эшелона, при этом один танк был полностью уничтожен. Не менее 6 танков были захвачены немцами.
Из 40 КВ-2, сданных в июне, на третью декаду пришлось 18.
Всего после начала ВОВ в войска был отправлен 51 КВ-2:
— 26 июня 30 КВ-2  двумя транспортами были отправлены в Минск. Фактически танки были разгружены в Смоленске и пошли на доукомплектование прибывающего из МВО 7-го мехкорпуса. Его 14-я ТД получила 20 КВ-2, 18-я — 10.
— 26 июня в Великие Луки ушел эшелон с 10 танками. Их получила 42-я ТД 21-го МК.
— 29 июня в Кандалакшу (1-я ТД) убыло 2 КВ-2.
— 1 июля 1941 года в 1-й МК было отправлено 3 КВ-2; их получил 25-й ТП 163-й МД.
— 2 июля 1941 года 3 КВ-2 были отправлены в 6-й ТП 3-й ТД.
— 15-17 июля 3 танка, проходивших модернизацию на ЛКЗ, были отправлены в танковый полк ЛБТКУКС.

## Сохранившиеся экземпляры

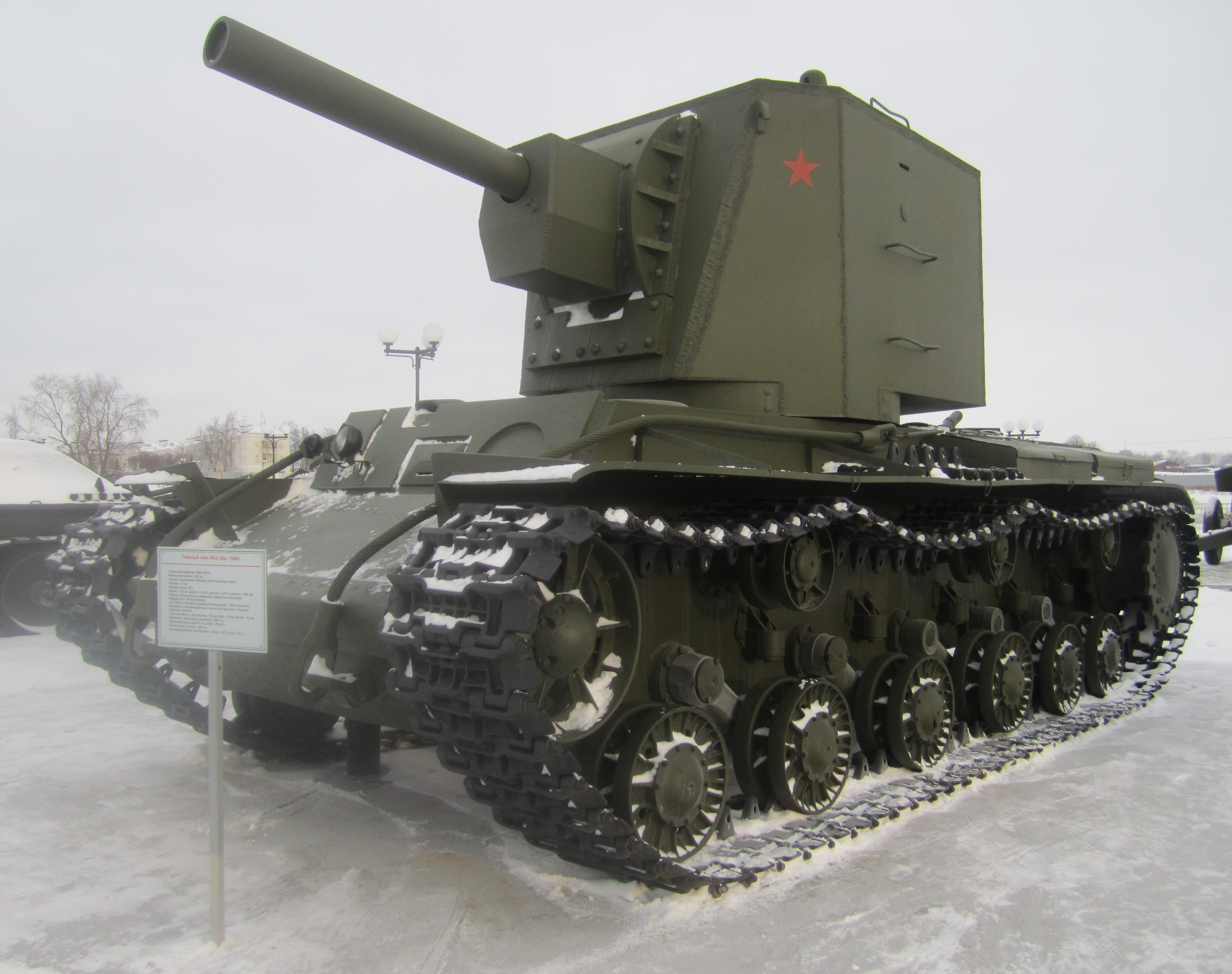
Экспонат музея в Верхней Пышме

До настоящего времени  сохранился только один экземпляр танка КВ-2, экспонирующийся в Центральном музее Вооружённых Сил в Москве (сам танк позднего выпуска). В музее военной техники «УГМК» г. Верхняя Пышма Свердловской области Музей «Боевая Слава Урала» находится макет танка КВ-2 раннего выпуска  (с «большой башней»).
Кроме того, возле музея ВВС СФ п. Сафоново Мурманской области экспонируется бутафория КВ-2, изготовленная на базе танка ИС-2М для съёмок в фильме «Танк „Клим Ворошилов-2“» в 1989 году и по своему внешнему виду очень далёкая от оригинала.

## В массовой культуре

### Кинофильмы
Танку посвящён х/ф «Танк „Клим Ворошилов-2“» режиссёра Игоря Шешукова, снятый на киностудии им. М. Горького в 1990 году по одноимённой повести Валерия Залотухи. Для съёмок использовался корпус танка ИС-2М с установленным на него макетом башни КВ-2.

### В компьютерных играх
В World of Tanks и World of Tanks Blitz КВ-2 находится в ветке исследования советских тяжёлых танков на VI уровне прокачки. Также в обоих этих играх он имеет свои премиумные «фентезийные» аналоги. В первом случае это обвешанный оружием КВ-2 Рагнарек, а во втором так называемый Крушитель, снаряжённый экранами и гибридом из башен раннего и позднего выпуска.
В War Thunder представлен в четырёх вариантах: исследуемый КВ-2 образца 1939 года, а также премиумные КВ-2 образца 1940 года, КВ-2 с пушкой ЗИС-6 (все 3 машины из списка наземной техники СССР) и трофейный KV II 754 (r) из списка немецкой наземной техники.
В Company of Heroes 2 данный танк присутствует в качестве сверхюнита доступного некоторым платным DLC-командирам.